# Reed Malone
Reed Malone, né le 3 avril 1995 à Winnetka, est un nageur américain.
En 2015, il se révèle à Universiade de Gwangju, où il remporte trois médailles dont l'or sur le 200 mètres nage libre et le relais 4 × 200 m nage  libre. Ensuite, il est médaillé d'argent du relais 4 × 200 m nage libre lors des championnats du monde à Kazan.